# 聖胡安德西瓜斯區
聖胡安德西瓜斯區（西班牙語：Distrito de San Juan de Siguas），是秘魯的一個區，位於該國南部阿雷基帕大區的阿雷基帕省，始建於1857年1月2日，面積93.31平方公里，海拔高度1,152米，2005年人口1,633，人口密度每平方公里18人。